# سامی تاج‌الدین

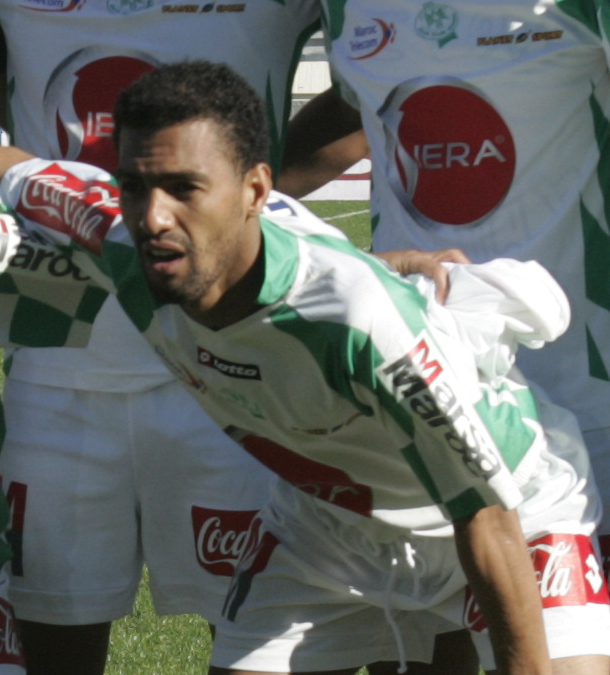
سامی تاج‌الدین - ۲۰۰۸

سامی تاج‌الدین (انگلیسی: Sami Tajeddine؛ زادهٔ ۱۰ ژوئن ۱۹۸۲) بازیکن فوتبال اهل مراکش است.
از باشگاه‌هایی که در آن بازی کرده‌است می‌توان به باشگاه فوتبال المپیک اسفی و باشگاه فوتبال الرجا اشاره کرد.